# Operationscharakteristik

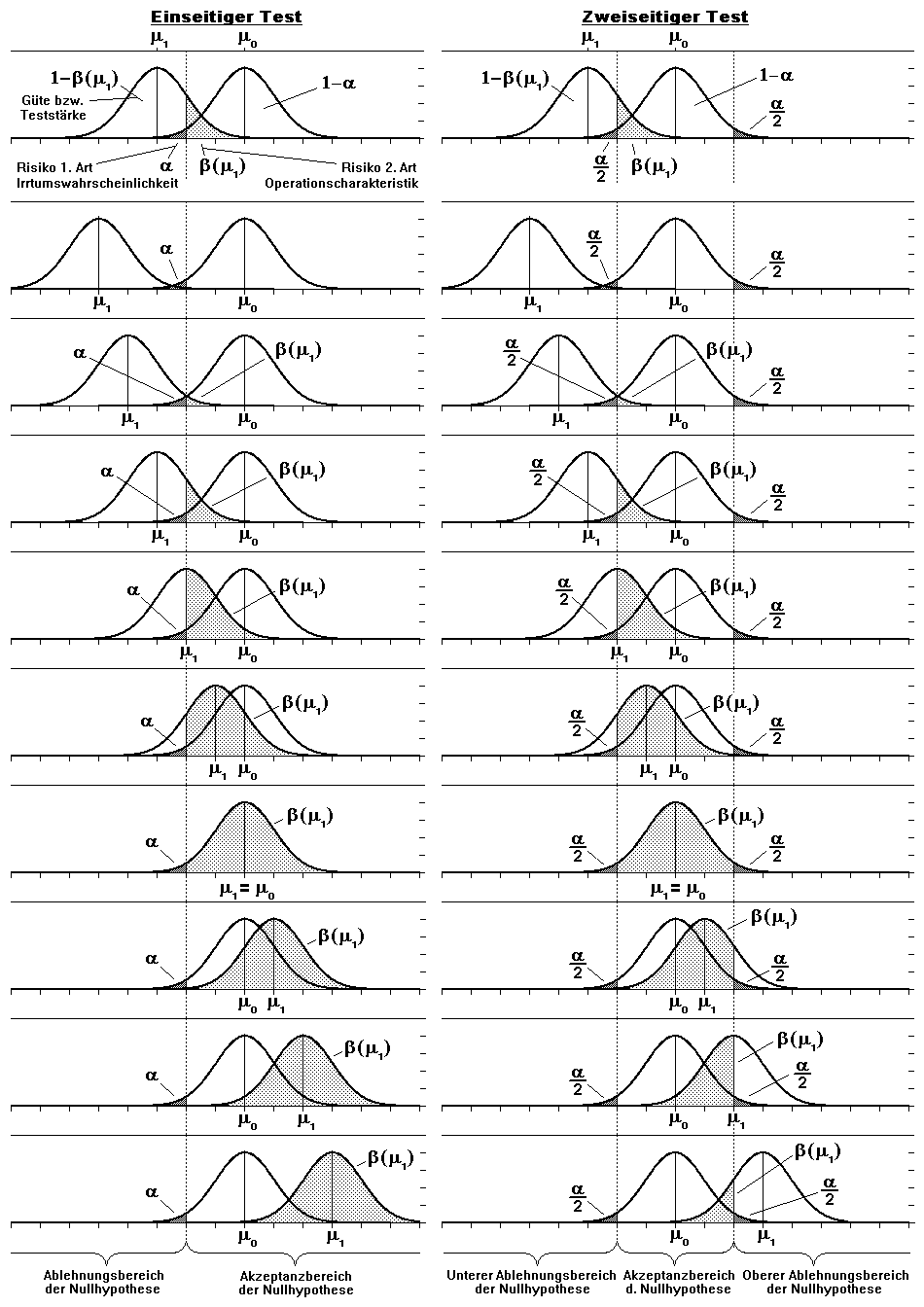
Abhängigkeit des Risikos 2. Art von der wahren Lage des Gegenparameters µ_{1} (im nebenstehenden Text θ_{1} genannt) bei einem ein- sowie zweiseitigen Hypothesentest.

In der Statistik ist die Operationscharakteristik, auch OC-Kurve (OC: englisch für operating characteristic) oder OC-Funktion genannt, ein Konzept aus der Theorie statistischer Tests, mit dem ein funktionaler Zusammenhang zwischen der Wahrscheinlichkeit eines Fehlers 2. Art und der tatsächlichen Lage des unbekannten Parameters {\displaystyle \theta } einer Verteilungsfunktion {\displaystyle F(x|\theta )} hergestellt wird.

## Definition

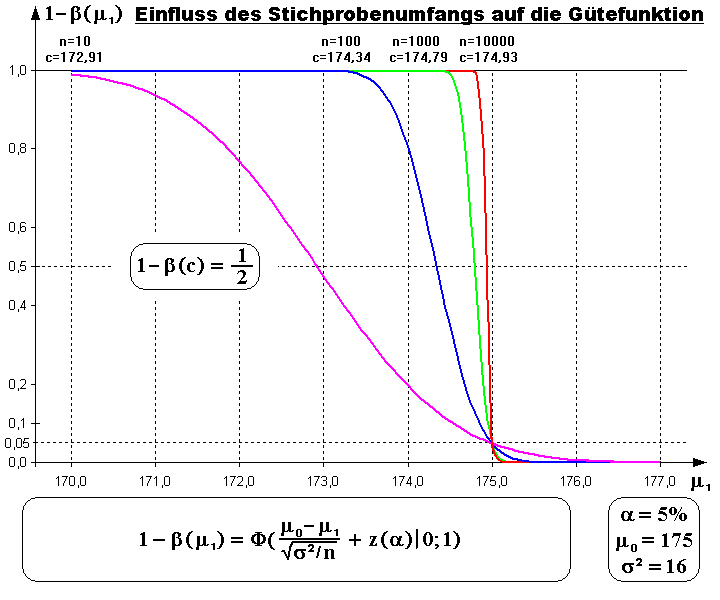
Einfluss des Stichprobenumfangs auf die Gütefunktion bzw. Teststärke eines rechts-einseitigen Tests

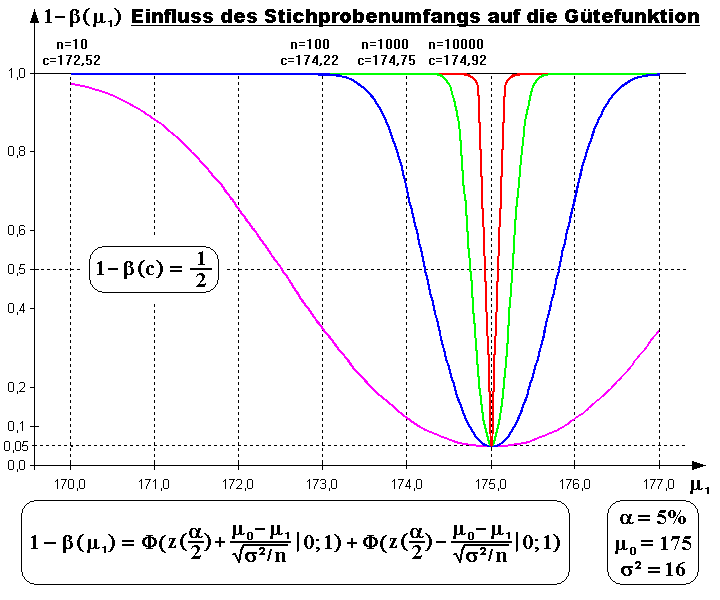
Einfluss des Stichprobenumfangs auf die Gütefunktion bzw. Teststärke eines zweiseitigen Tests

Gegeben ist eine Zufallsvariable {\displaystyle X} mit einer Verteilungsfunktion {\displaystyle F(x|\theta )}, die von einem unbekannten Parameter {\displaystyle \theta } abhängt. Für die Schätzung des Parameters werden {\displaystyle n} Beobachtungen der Zufallsvariablen gemacht. Der Parameter kann dann durch eine Schätzfunktion
{\displaystyle {\hat {\theta }}=t\left(X_{1},X_{2},\dotsc ,X_{n}\right)}
geschätzt werden. Es soll eine Vermutung bezüglich des wahren, unbekannten Parameters statistisch überprüft werden. Es wird also eine Hypothese bezüglich dieses Parameters aufgestellt, die sogenannte Nullhypothese {\displaystyle H_{0}}. Man geht nun davon aus, dass bei Wahrheit der Nullhypothese der Schätzwert {\displaystyle {\hat {\theta }}} in der Nähe des wahren Parameters {\displaystyle \theta } liegen müsste, und lehnt {\displaystyle H_{0}} ab, wenn die Distanz zu groß ist, wenn also {\displaystyle {\hat {\theta }}} in den Ablehnungsbereich des Tests fällt. Der Ablehnungsbereich {\displaystyle AB} wird so festgelegt, dass von allen Stichproben selbst dann, wenn {\displaystyle H_{0}} wahr wäre, ein Anteil von {\displaystyle \alpha } (häufig wählt man {\displaystyle \alpha =5\ \%}) abgelehnt würde.
Man kann im Hypothesentest zwei Arten von Fehlern begehen:
- Man lehnt {\displaystyle H_{0}} ab, obwohl {\displaystyle \theta _{0}} der wahre Parameter ist. Es handelt sich also um einen Fehler, den sogenannten α-Fehler oder Fehler 1. Art.
- Man lehnt {\displaystyle H_{0}} nicht ab, obwohl ein anderer Parameter {\displaystyle \theta _{1}} der wahre Parameter ist. Das ist der β-Fehler oder Fehler 2. Art.

{\displaystyle \alpha } wird vor der Testprozedur festgelegt, {\displaystyle \beta } dagegen hängt vom wahren Parameter {\displaystyle \theta _{1}} ab, der in der Regel unbekannt ist. Man kann für die Risikoabschätzung einer falschen Entscheidung die β-Fehler für verschiedene alternative Parameterwerte {\displaystyle \theta _{1}} berechnen. Der β-Fehler für einen alternativen Parameter {\displaystyle \theta _{1}} berechnet sich als Wahrscheinlichkeit, dass {\displaystyle {\hat {\theta }}} in den Nichtablehnungsbereich {\displaystyle NAB} der Nullhypothese {\displaystyle H_{0}} fällt, wenn bzw. obwohl in Wahrheit {\displaystyle \theta _{1}} die Verteilung von {\displaystyle {\hat {\theta }}} regiert:
{\displaystyle \beta =\operatorname {P} \left({\hat {\theta }}\in NAB\mid \theta _{1}\right)}.
{\displaystyle \beta } hängt also von {\displaystyle \theta _{1}} ab und kann daher auch als Funktion des alternativen Parameters {\displaystyle \theta _{1}} dargestellt werden:
{\displaystyle \beta =f(\theta _{1})}.
Diese Funktion wird als Operationscharakteristik, häufig auch {\displaystyle OC(\theta _{1})} geschrieben, bezeichnet. Die Gegenwahrscheinlichkeit zu {\displaystyle \beta } ist die Wahrscheinlichkeit, dass {\displaystyle H_{0}} abgelehnt und dafür {\displaystyle H_{1}} akzeptiert wird, wenn {\displaystyle \theta _{1}} der wahre Parameter ist. Hier ist die Ablehnung von {\displaystyle H_{0}} zu Gunsten von {\displaystyle H_{1}} also erwünscht, weshalb die entsprechende Funktion {\displaystyle \gamma (\theta _{1})=1-OC(\theta _{1})} auch Gütefunktion (und ihr Funktionswert für gegebenes {\displaystyle \theta _{1}} Trennschärfe oder Teststärke) genannt wird.
Gütefunktion und Operationscharakteristik stellen damit beide vollständige Charakterisierungen des zugehörigen Tests dar. Man erkennt an ihnen bspw., ob der Test mit wachsender Beobachtungszahl immer besser wird (Konsistenz) und ob die Wahrscheinlichkeit, {\displaystyle H_{0}} abzulehnen, größer ist, wenn {\displaystyle H_{1}} zutrifft, als wenn {\displaystyle H_{0}} zutrifft (Unverfälschtheit).

## Beispiel

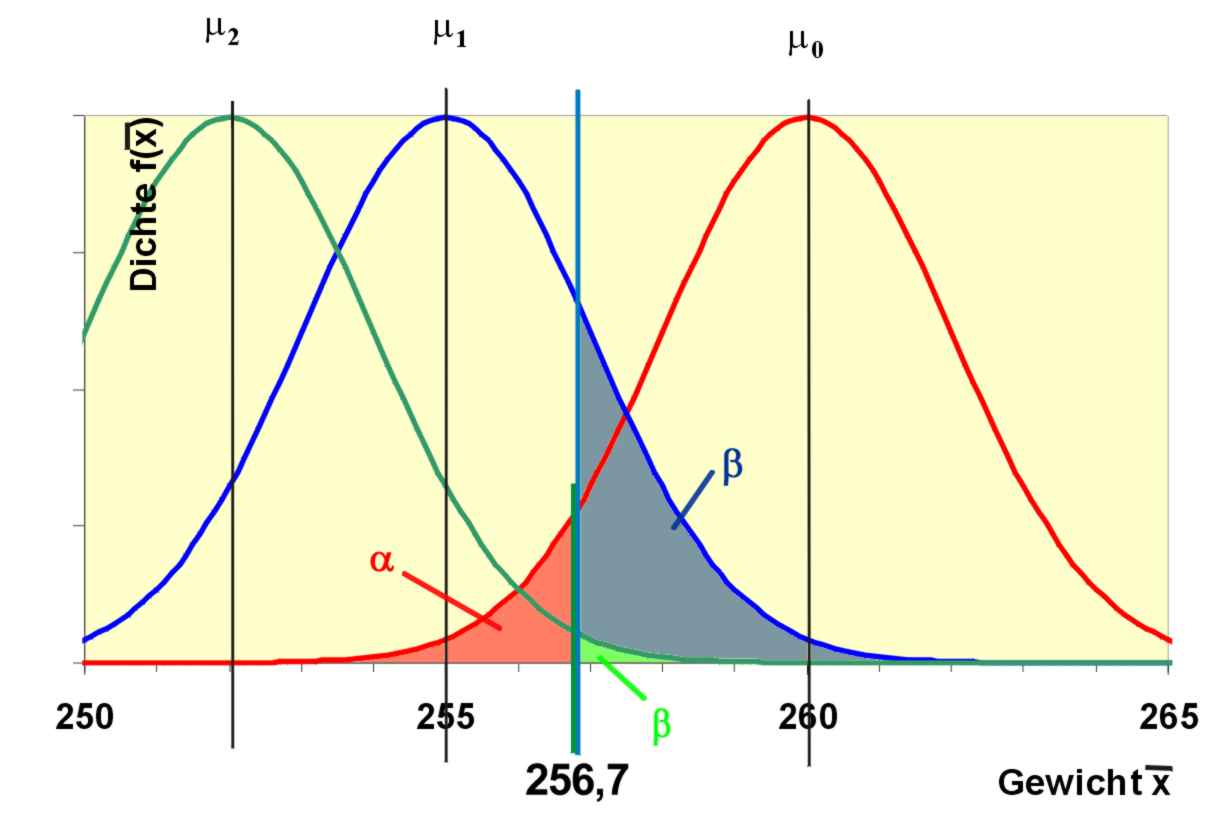
β-Fehler: Die rote Normalverteilungskurve gibt an, wie der Stichprobenmittelwert X verteilt wäre, wenn μ = 260 g ist. Die rote Fläche repräsentiert den α-Fehler von 5 %. Die blaue Kurve zeigt die Verteilung von X, wenn μ in Wahrheit 255 g betrüge. Die blaue Fläche ist dann die Wahrscheinlichkeit, dass X ≥ 256,7 ist und H_{0} damit nicht abgelehnt wird, obwohl die Forellen im Durchschnitt untergewichtig sind. Entsprechendes gilt für die grüne Kurve, bei der das wahre Durchschnittsgewicht der Forellen sogar nur noch 252 g beträgt – wie zu sehen, ist das Risiko 2. Art, sie dennoch als normalgewichtig einzustufen, nun wesentlich kleiner.

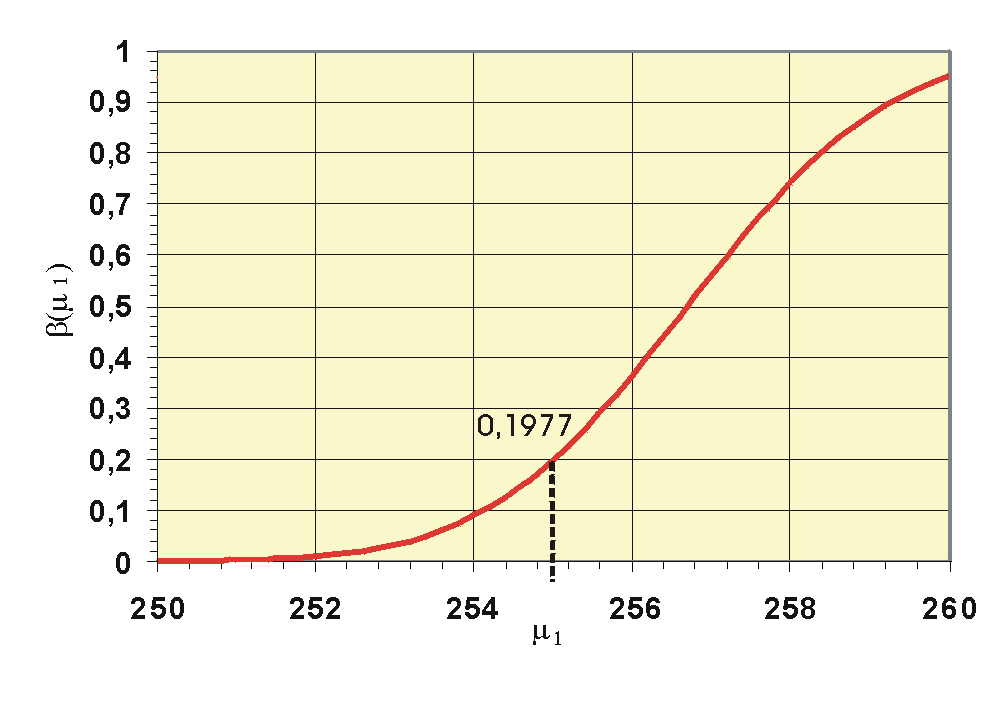
Operationscharakteristik: Der Ordinatenwert der Grafik gibt den β-Fehler in Abhängigkeit vom unbekannten Parameter μ_{1} an. Für μ = 260 ist der Wert 0,95, also gerade 1 - α.

Ein Forellenzüchter liefert seinem Großabnehmer Forellen, die im Durchschnitt mindestens 260 g wiegen sollen. Bei Lieferung wird getestet, ob das Durchschnittsgewicht mindestens 260 Gramm beträgt. Wird die Hypothese abgelehnt, wird die Lieferung beanstandet. Es sei bekannt, dass das Gewicht {\displaystyle X} der Forellen normalverteilt ist mit der Varianz {\displaystyle \sigma ^{2}=64\ \mathrm {g} ^{2}} und einem unbekannten Erwartungswert {\displaystyle \mu }. Es werden in einer Stichprobe {\displaystyle n=16} Forellen gewogen, wobei die {\displaystyle i}-te Forelle {\displaystyle x_{i}\ \mathrm {g} } wiegt. Das Durchschnittsgewicht
{\displaystyle {\overline {x}}={\frac {1}{n}}\sum _{i=1}^{n}x_{i}}
dieser Forellen wird ermittelt. Da der Mittelwert bei jedem Versuch anders ausfällt, ist diese Größe ebenfalls eine Zufallsvariable {\displaystyle {\overline {X}}} und normalverteilt mit den Parametern
{\displaystyle \mu \;} und {\displaystyle \;\operatorname {Var} \left({\overline {X}}\right)={\frac {\sigma ^{2}}{n}}}.
Die Hypothesen lauten nun {\displaystyle H_{0}\colon \mu \geq \mu _{0}=260\;} und {\displaystyle \;H_{1}\colon \mu <260}.
Soll der Fehler erster Art beispielsweise {\displaystyle \alpha =0{,}05} betragen, ergibt sich der kritische Wert für die Prüfgröße {\displaystyle {\overline {X}}} als
{\displaystyle \mu _{0}-z(1-\alpha )\cdot {\frac {\sigma }{\sqrt {n}}}=260-1{,}65\cdot {\frac {8}{4}}=256{,}7}
mit {\displaystyle z(1-\alpha )} als {\displaystyle (1-\alpha )}-Quantil der Standardnormalverteilung.
{\displaystyle H_{0}} wird also abgelehnt, wenn {\displaystyle {\overline {x}}<256{,}7} ist, der Ablehnungsbereich ist {\displaystyle (-\infty ;256{,}7)}. Ist jetzt tatsächlich {\displaystyle \mu =\mu _{0}} wahr, würde in 5 % aller Stichproben {\displaystyle {\overline {x}}} in den Ablehnungsbereich fallen, es würde die Lieferung zu Unrecht zurückgeschickt werden, was dem α-Fehler entspricht.
Es kann aber beispielsweise auch vorkommen, dass das Durchschnittsgewicht in Wahrheit {\displaystyle \mu =255\ \mathrm {g} } beträgt, dass aber zufällig {\displaystyle {\overline {x}}>256{,}7\ \mathrm {g} } ist. Das ist der β-Fehler für {\displaystyle \mu =255\ \mathrm {g} }. Die Prüfgröße {\displaystyle {\overline {X}}} ist nun bei unveränderter Varianz in Wahrheit normalverteilt wie
{\displaystyle {\overline {X}}\sim {\mathcal {N}}(255;2)}.
Die Wahrscheinlichkeit, dass die Nullhypothese nicht abgelehnt wird, ist dann
{\displaystyle P({\overline {X}}\geq 256{,}7\mid \mu _{1}=255)}
und berechnet sich mit Hilfe der Normalverteilung als
{\displaystyle 1-\Phi \left(256{,}7\mid 255;{\frac {\sqrt {64}}{\sqrt {16}}}\right)=1-\Phi _{z}\left({\frac {256{,}7-255}{2}}\right)}
{\displaystyle =1-0{,}8023=0{,}1977},
wobei {\displaystyle \Phi (256{,}7\mid 255;2)} der Wert der Normalverteilungsfunktion mit den Parametern 255 und 2 an der Stelle 256,7 ist und {\displaystyle \Phi _{z}} der entsprechende Wert der Standardnormalverteilung. Es würde also in ca. 20 % aller Stichproben die Lieferung akzeptiert werden, obwohl die Forellen im Durchschnitt untergewichtig sind. Beträgt dagegen in Wahrheit {\displaystyle \mu =252}, ergibt sich der β-Fehler als
{\displaystyle 1-\Phi (256{,}7\mid 252;2)=0{,}0094};
hier ist die Gefahr einer falschen Entscheidung nur noch sehr gering. Die Grafik der Operationscharakteristik zeigt, wie mit wachsender Entfernung von {\displaystyle \mu _{0}} der β-Fehler sinkt. Man ist bestrebt, möglichst schnell in den Bereich eines kleinen β-Fehlers zu kommen. Mit der Erhöhung des Stichprobenumfangs kann man den β-Fehler reduzieren. Einen Test mit kleinem β-Fehler nennt man auch trennscharf, weil hier die Verteilungen stark getrennt sind.